# Kenny Molly
Kenny Molly (24 de dezembro de 1996 em Izegem), é um ciclista belga, membro da equipa Bingoal-Wallonie Bruxelles.

## Biografia
Em 2017, Kenny Molly junta-se à equipa belga AGO-Aqua Service, após dois anos passados no estrangeiro. Com ela, consegue a Copa Egide Schoeters, a sua primeira vitória nas esperanças, e obtém diversos lugares de honra : décimo primeiro do Grande Prêmio Jean-Pierre Monseré, ou ainda décimo quarto da Volta à Normandia e de Liège-Bastogne-Liège Esperanças. A partir do mês de agosto, apanha a equipa continental profissional Fortuneo-Oscaro em qualidade de estagiário. Sob as cores da formação francesa, participa sobretudo com fugas na Arctic Race of Norway, e a Primus Classic, e na Eurometropole Tour. ou ainda em Famenne Ardenne Classic
Em 2018, classifica-se quarto do Grande Prêmio de Frankfurt Esperanças no primeiro semestre. No verão, termina décimo do Omloop Het Nieuwsblad esperanças, depois décimo primeiro e melhor corredor belga do Campeonato Europeu Esperanças. A partir do mês de agosto, efectua um novo estágio nas fileiras da equipa WB-Aqua Protect-Veranclassic. À saída deste período, a equipa da Valônia assina um contrato profissional.

## Palmarés
- 2017
  - Copa Egide Schoeters
  - 2.º da Liedekerkse Pijl

## Classificações mundiais
| Ano             | 2015  | 2016 | 2017  |
| UCI Europe Tour | 96.º. |      | 1 184 |